# Aardbeving Sulawesi september 2018
De aardbeving op het eiland Sulawesi vond plaats op 28 september 2018 om 10:02:43 UTC (18.02 uur lokale tijd) en had een kracht van 7,5 Mw. Het epicentrum bevond zich in het regentschap Donggala, 80 kilometer ten noorden van Palu, op 10 kilometer diepte.
De beving veroorzaakte een tsunami die grote delen van de stad Palu verwoestte. Deze was tot zes meter hoog en had op open zee een snelheid van 400 km per uur.
Het officiële dodental staat op 4.340 (30 januari 2019). Er zijn meer dan 14.000 gewonden. Er raakten meer dan 211.000 mensen dakloos.
Satellietmetingen hebben uitgewezen, dat de breuklijn in de aardkorst onder Sulawesi niet recht is maar bochten vertoont. Dat heeft geleid tot een verheffing van de zeebodem met enkele meters, genoeg om een tsunami te veroorzaken.

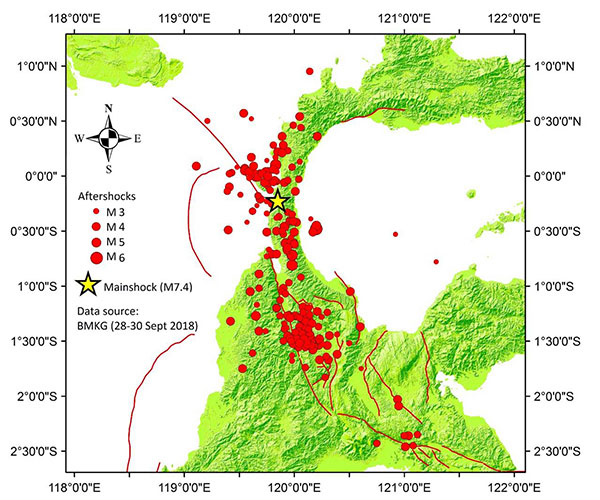
Detailkaart
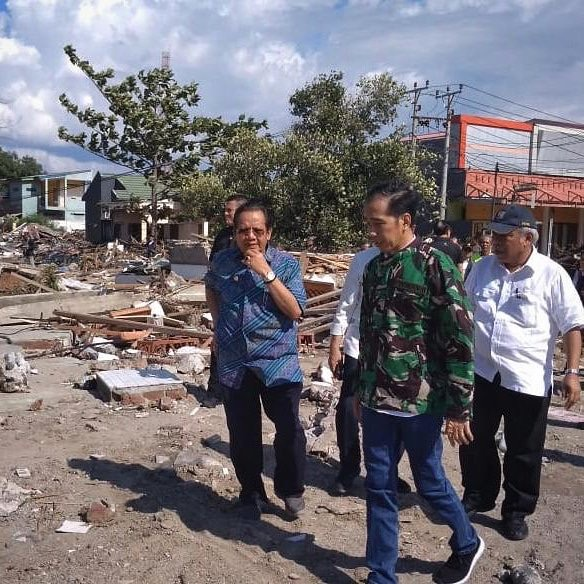
President Joko Widodo bezoekt het rampgebied.
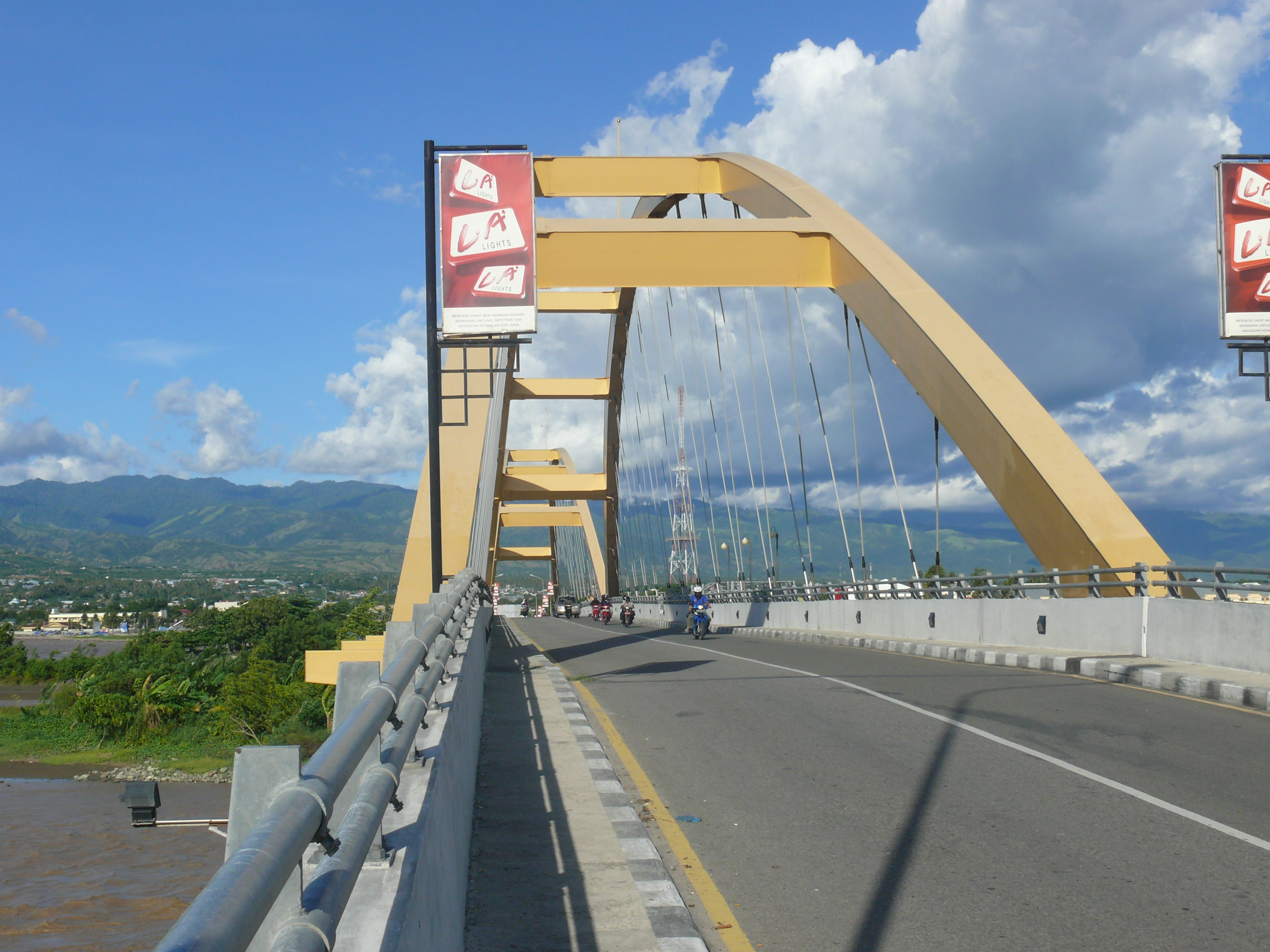
De kenmerkende gele boogbrug in Palu is ingestort tijdens aardbeving en tsunami.
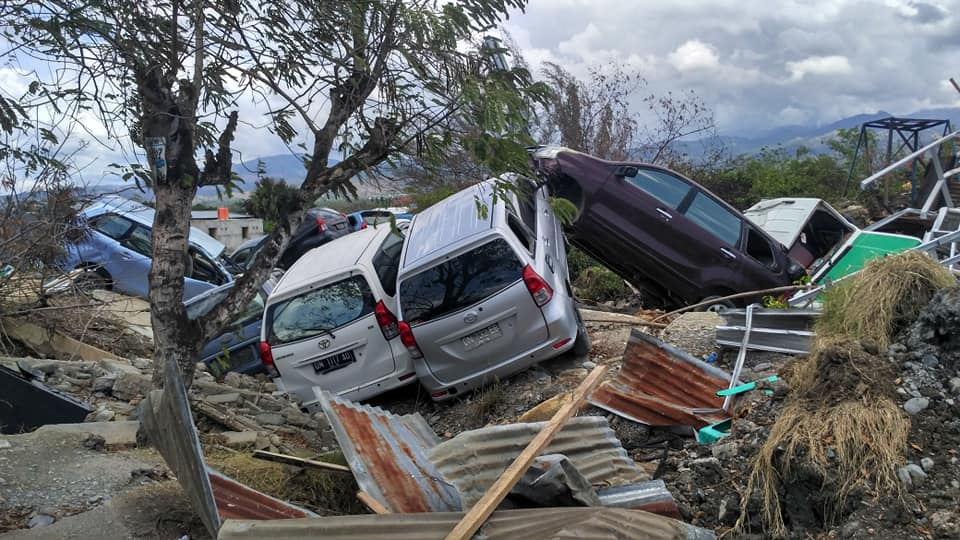
Een portret van Petobo, Palu Selatan, Palu